# Den slovanských věrozvěstů Cyrila a Metoděje
Den slovanských věrozvěstů Cyrila a Metoděje je státní svátek České republiky připadající na 5. červenec. Je daný zákonem č. 245/2000 Sb., účinným od 9. srpna 2000, jakožto připomínka příchodu slovanských věrozvěstů Cyrila a Metoděje na Velkou Moravu v roce 863.
Na Slovensku je 5. červenec coby svátek svatého Cyrila a Metoděje (slovensky sviatok svätého Cyrila a svätého Metoda) rovněž státním svátkem.

## Historie
Česko i Slovensko slaví svátek Cyrila a Metoděje 5. července, stejně tak římští katolíci v některých zemích. Na tento den byly na žádost olomouckého arcibiskupa Bedřicha z Fürstenberka stanoveny v roce 1863 papežem Piem IX. oslavy tisíciletého výročí příchodu bratří na Velkou Moravu (863). Toto datum, ačkoliv nemá zřejmou souvislost s životem Cyrila a Metoděje ani s cyrilometodějstvím obecně, se od té doby začalo používat v Česku, Chorvatsku a nakonec i na Slovensku. Mezi důvody pro přesun byla nevhodná roční i liturgická doba dřívějšího data 9. března a také vzrůstající kult Jana Husa, jehož výročí upálení připadá na 6. července. Okružním listem „Grande munus“ z 30. září 1880 vyzdvihl papež Lev XIII. zásluhy obou bratří a rozšířil jejich svátek na celou římskokatolickou církev.
Jako občanský svátek v Československu byl 5. červenec stanoven zákonem č. 65/1925 Sb., účinným od 15. dubna 1925, kdy se svátek svatého Cyrila a Metoděje stal památným dnem. Tím zůstal i během existence Protektorátu Čechy a Morava (1939–1945) a následných let. Jako památný den jej převzal také nový svátkový zákon č. 93/1951 Sb., účinný od 1. ledna 1952. Zákonem č. 167/1990 Sb., účinným od 10. května 1990, se Den slovanských věrozvěstů Cyrila a Metoděje stal třetím československým státním svátkem. Po rozpadu Československa s koncem roku 1992 převzalo samostatné Česko beze změn československý zákon. Na základě nového svátkového zákona č. 245/2000 Sb., s účinností od 9. srpna 2000, zůstal 5. červenec státním svátkem pod stejným názvem i nadále. Samostatné Slovensko přijalo již krátce po svém vzniku vlastní svátkový zákon č. 241/1993 Z. z., účinný od 27. října 1993, kterým určilo 5. červenec coby svátek svatého Cyrila a Metoděje rovněž státním svátkem.